# Sterowanie poziomem cen
Sterowanie poziomem cen (ang. price-level targeting) – to strategia postępowania banku centralnego w ramach realizowanej polityki pieniężnej. Podobnie jak w przypadku sterowania inflacją bank centralny ustala arbitralnie pewien cel inflacyjny (tzn. pożądany poziom inflacji), który stara się utrzymać za pomocą zmian stóp procentowych lub wykorzystując inne instrumenty polityki monetarnej. Strategia ta jest bardzo podobna do sterowania inflacją. Podstawowa różnica polega na podejściu do odchyleń od początkowej ścieżki poziomu cen, które już nastąpiły. Przy sterowaniu poziomem cen bank centralny podejmuje działania, które mają nie tylko przywrócić inflację do pożądanego poziomu, lecz także zneutralizować wzrost poziomu cen wywołany odchyleniem inflacji od celu inflacyjnego. W przeciwieństwie do sterowania inflacją dochodzi wtedy do powrotu do początkowej ścieżki poziomu cen.
W długim okresie ta na pozór subtelna różnica pomiędzy sterowaniem inflacją a poziomem cen może implikować poważne konsekwencje, szczególnie przy silnych szokach cenowych.

## Rodzaj polityki monetarnej a odchylenie inflacji od celu inflacyjnego
W zależności od kierunku odchylenie inflacji od pożądanego celu inflacyjnego bank centralny podejmuje odpowiednie działania, które ogólnie można podzielić na:
- Politykę restrykcyjną – bank centralny podejmuje się polityki restrykcyjnej, gdy inflacja przewyższa cel inflacyjny. Następuje wtedy podniesienie stóp procentowych, co prowadzi do ostudzenia gospodarki i obniżenia inflacji.
- Politykę ekspansywną – jest ona reakcją banku centralnego na spadek inflacji poniżej celu inflacyjnego. Stopy procentowe maleją pobudzając gospodarkę.